# Coenotephria brevifasciata
Coenotephria brevifasciata är en fjärilsart som beskrevs av W. Warren 1888. Coenotephria brevifasciata ingår i släktet Coenotephria och familjen mätare. Inga underarter finns listade i Catalogue of Life.